# Muntanyesa grisa
La muntanyesa grisa o erèbia grisa (Erebia cassioides) és una espècie de lepidòpter papilionoïdeu de la família dels nimfàlids (Nymphalidae) present a les principals serralades europees, incloent-hi els Països Catalans.

## Distribució
Es troba a la Serralada Cantàbrica, Pirineus, Massís Central, Alps, Apenins, Balcans i als Monts Retezat, entre els 1600 i 2600 metres.
L'imago presenta una envergadura alar d'entre 32 i 38 mm. Habita en pendents herboses on neixen les nutrícies de les larves. Vola en una generació de finals de juny a començaments de setembre segons la localitat. L'eruga s'alimenta de Festuca (com Festuca ovina), Poa o Nardus stricta, entre d'altres.

## Subespècies
- Erebia cassioides cassioides
- Erebia cassioides arvernensis (Oberthür 1908)
- Erebia cassioides carmenta (Fruhstorfer, 1907)
- Erebia cassioides macedonica (Buresch, 1918)